# Geschichtsdidaktische Kompetenzmodelle
Geschichtsdidaktische Kompetenzen bezeichnen domänenspezifische Fähigkeiten und Fertigkeiten (Kompetenz (Pädagogik)), im Umgang mit allen Arten von Quellen der Vergangenheit und auch gegenwärtigen Zeugnissen der Geschichtskultur.  Sie befähigen zum autonomen, kritischen und nachprüfbaren Umgang mit den verschiedenen Arten der Quellen. Weiter befähigen sie, Schlüsse zu ziehen und Urteile zu bilden, sowie die Bereitschaft, dies in unterschiedlichen Situationen auch zu tun. Geschichtsdidaktische Kompetenzmodelle stellen den Versuch dar, solche Kompetenzen systematisch zu beschreiben und für Forschung und Unterricht anwendbar zu machen.

## Die Bedeutung von Kompetenzen für den Geschichtsunterricht
In einer Kompetenzmodell-Übersicht führen Gautschi, Hodel und Utz aus, dass Historisches Lernen dazu führe, dass Individuen wissen, welche Bedeutung einem ausgewählten historischen Inhalt beizumessen ist. Des Weiteren können Individuen wissen, wie dieser ausgewählte historische Inhalt mit anderen historischen Inhalten zusammenhängt und welche Folgen er für die individuelle oder gesellschaftliche Gegenwart und Zukunft hatte, hat oder haben könnte. Für die erfolgreiche Praktizierung dieses „historischen Lernens“ brauchen die Individuen Kompetenzen.
Einen grundlegenderen Kompetenzbegriff verwenden hingegen sowohl Pandel (2005 u,ö,) als auch das FUER-Modell. Kompetenzen sind demzufolge nicht Voraussetzungen für historisches Lernen, sondern für historisches Denken (im Sinne einer Orientierung in der Zeit und angesichts zeitlichen Wandels) im Allgemeinen -- also gerade nicht nur in der Schule. Ihr Erwerb bzw. ihre Entwicklung ist selbst eine Dimension historischen Lernens.
Innerhalb der Geschichtsdidaktik herrscht kein Konsens darüber, welche Kompetenzen für den Unterricht als wichtig erachtet werden und welche nicht. Aus diesem Grund wurden hauptsächlich seit der PISA-Studie von 2001 innerhalb weniger Jahre verschiedene Kompetenzmodelle veröffentlicht, die alle eigene historische Kompetenzen definieren.
Was den Erwerb der einzelnen Kompetenzen betrifft, führt Pandel aus: “Kompetenzen eines Faches sind keine additiv nebeneinander stehenden und beliebig erweiterbaren Problemlösefähigkeiten, sondern bilden einen aufeinander verweisenden Zusammenhang. Solche Kompetenzsysteme lassen sich in Modellen beschreiben.” Im Folgenden werden fünf Modelle vorgestellt.

## US-Kompetenzmodell (1996)
Die U.S. Standards for Historical Thinking in Schools wurden in überarbeiteter Form im Jahr 1996 von dem in der University of California beheimateten National Center for History in the Schools und unter der Beratung des National Council for History Education festgelegt. An der Ausarbeitung waren Geschichtslehrpersonen, Historiker, staatliche Sozialwissenschaftler, Beamte des Bildungsministeriums, Interessensgruppen und Eltern beteiligt.
Die fünf Geschichtsbewusstseins-Standards definieren im Sinne von outcome-based learning (etwa: kompetenzorientierter Unterricht) die Kompetenzen, die  Lernende im Geschichtsunterricht erlernen sollen. Sie geben keine Unterrichtsstruktur vor, sondern stehen den Lehrpersonen als Orientierungspunkte zur Verfügung.
Fünf Standards des US-Kompetenzenmodells:
- Chronologisches Denken (Chronological Thinking)
- Historisches Verständnis (Historical Comprehension)
- Analyse und Interpretation (Historical Analysis and Interpretation)
- Recherchekompetenz (Historical Research Capabilities)
- Analyse von historischen Problemen und Entscheidungsfindungen (Historical Issues-Analysis and Decision-Making)

## Kompetenzmodell von FUER Geschichtsbewusstsein (2000)
Die Förderung und Entwicklung von reflektiertem Geschichtsbewusstsein (FUER Geschichtsbewusstsein) basiert auf einem Prozessmodell historischen Denkens nicht nur in der Schule, sondern allgemein als menschliche Orientierungsleistung. Es unterscheidet zwei grundlegende Modi: Re-Konstruktion und De-Konstruktion. Unter Re-Konstruktion versteht man die synthetische Entwicklung einer Narration basierend auf historischen Fragen und Methoden. De-Konstruktion hingegen ist die Analyse bereits bestehender historischer Darstellungen.
Man unterscheidet zwischen folgenden vier Kompetenzbereichen:
- Historische Fragekompetenz meint die Fähigkeit, Fertigkeit und Bereitschaft zum Gewinnen und Formulieren eigener sowie zum Verstehen vorliegender historischer Fragen.
- Historische Methodenkompetenz(en) bezeichnen die Fähigkeit, Fertigkeit und Bereitschaft, historische Narration zu entwickeln (Re-Konstruktion) und bestehende Narrationen zu analysieren (De-Konstruktion).
- Historische Orientierungskompetenz bezeichnet die Fähigkeit, Fertigkeit und Bereitschaft, in re-konstruierten Narrationen formulierte bzw. aus Narrationen de-konstruktiv gewonnene Erkenntnisse über Vergangenes und seine Zusammenhänge untereinander und mit der Gegenwart auf die (eigenen) Fragen und die ihnen zugrunde liegenden Orientierungsbedürfnisse zu beziehen und sich so innerhalb subjektiver und kollektiver Zeiterfahrung zu orientieren.
- Historische Sachkompetenz bezeichnet die Verfügung über Konzepte zur Bezeichnung und Strukturierung des Gegenstandes sowie der Bedingungen und Verfahren historischen Denkens; Sie wird unterteilt in Begriffs- und Strukturierungskompetenz und bildet die Basis des historischen Diskurses. Sie bezeichnet somit die Verfügung über solche Konzepte, die auf jeweils andere (neue) Gegenständen übertragen werden können, nicht aber  Wissen über vergangene Einzelheiten (dies ist außerhalb der Kompetenz zu fassen).

Am FUER-Modell wird die fehlende empirische Basis und die Komplexität kritisiert. Dies gilt aber auch für alle anderen Modelle.
Das FUER-Modell besitzt als einziges eine explizite Unterscheidung verschiedener Niveaus der ausgewiesenen Kompetenzen (Graduierung).

## Kompetenzmodell nach Hans-Jürgen Pandel (2005)
Für Hans-Jürgen Pandel beschränkt sich das geschichtliche Lernen nicht auf die Schule, sondern ist in der Lebenswelt anwendbar. Diese Fähigkeit ist Grundlage zur Bewältigung von neuen Situationen, Kontroversen und Debatten.
Primär sind folgende Kompetenzen:
- Gattungskompetenz: Fähigkeit, mit Textgattungen des Themenbereichs Geschichte umzugehen und deren Aussagewert einzuschätzen.
- Interpretationskompetenz: Fähigkeit, aus schriftlichen und visuellen Zeichen Sinn zu entnehmen.
- Narrative Kompetenz: Fähigkeit, aus zeitdifferenten Ereignissen durch Sinnbildung eine Geschichte herzustellen, indes einen Verlaufsprozess zu narrativieren.
- Geschichtskulturelle Kompetenz: Fähigkeit, wissenschaftliche Logik und Rationalität auf kulturell basierte Produktionen anzuwenden.

## Kompetenzmodell nach Peter Gautschi (2009) et al.
Folgt man Jörn Rüsens Einschätzung, die besagt, dass für das erfolgreiche Historische Lernen die Fähigkeit entscheidend sei, "durch historisches Erzählen auf eine bestimmte Weise Sinn über Zeiterfahrungen zu bilden", dann müssen die Lernenden über "narrative Kompetenz" verfügen, um "Historisches Lernen" zu beherrschen. Mit anderen Worten: Erfolgreiches Historisches Lernen äußert sich in sinnvollem, verständlichen "historischem Erzählen". Diese "narrative Kompetenz" auszubilden ist das zentrale Lernziel des Geschichtsunterrichts.
Kompetenzen dienen den Lernenden dazu, diejenigen Probleme zu bewältigen, die sich in der Begegnung mit dem Universum des Historischen ergeben. Die Kompetenzen sind demnach Voraussetzungen für "Historisches Lernen" und gleichzeitig ein Resultat davon. Alle Kompetenzbereiche müssen an historischen Inhalten ausgebildet, angewendet und ausdifferenziert werden. Historische Inhalte bilden "das Substrat, an dem sich Kompetenzen erwerben und entwickeln lassen und an welchem sie zum Tragen kommen".
Im Einzelnen unterscheidet Gautschi (2009):
- eine Erschliessungskompetenz für historische Quellen und Darstellungen (Sachanalyse[15])
- eine Interpretationskompetenz zur Erarbeitung historischer Sachurteile[16]
- eine Orientierungskompetenz zur Werturteilsbildung[17] und
- eine Wahrnehmungskompetenz für Veränderungen in der Zeit

## Kompetenzmodell des deutschen Geschichtslehrerverbandes (2010)
Das Kompetenzmodell des Verbands der Geschichtslehrer Deutschlands (VGD) beinhaltet drei Kompetenzen, die gemeinsam die Historische Kompetenz ausmachen: Sachkompetenz, Deutungs- und Reflexionskompetenz und Methoden-Medien-Kompetenz.
- Die Sachkompetenz verlangt von den Lernenden historische Sachverhalte und geschichtskulturelle Bezüge zu kennen sowie diese in Zeit und Raum einordnen zu können.
- Die Deutungs- und Reflexionskompetenz vertieft diese Fähigkeit, indem historische Sachverhalte auch gedeutet und beurteilt werden können.
- Parallel dazu erfordert die Methoden-Medien-Kompetenz den Umgang mit Medien und Arbeitsverfahren um historische Kenntnisse zu gewinnen. Die beiden zuletzt genannten Kompetenzen haben zwei vorgegebene Entwicklungsstufen, vom anfänglichen Grundniveau bis hin zu einem erweiterten Niveau.

Der deutsche Geschichtslehrerverband hat zudem eine individuelle Epocheneinteilung (in Antike, Mittelalter, Frühe Neuzeit, 19. Jahrhundert, Weimarer Republik und Nationalsozialismus, deutsche Geschichte seit 1945) vorgenommen und für jede Epoche die verschiedenen Kompetenzen genauer definiert.